# Звягинский сельсовет (Лотошинский район)
Звягинский сельсовет — упразднённая административно-территориальная единица, существовавшая на территории Тверской губернии и Московской области до 1939 года.
Звягинский сельсовет до 1929 года входил в Микулинскую волость Тверского уезда Тверской губернии. В 1929 году Звягинский с/с был отнесён к Лотошинскому району Московского округа Московской области.
17 июля 1939 года Звягинский с/с был упразднён, а его территория в полном составе (селения Звягино, Кудрино, Пешки и Чапаево) передана в Калицинский сельсовет.